# Tirreno-Adriatico 1993
La Tirreno-Adriatico 1993, ventottesima edizione della corsa, si svolse dal 10 al 17 marzo 1993 su un percorso di 1431 km, suddiviso su 8 tappe. La vittoria fu appannaggio dell'italiano Maurizio Fondriest, che completò il percorso in 38h29'36", precedendo il moldavo Andrei Tchmil e il connazionale Stefano Della Santa.

## Tappe
| Tappa  | Data     | Percorso                                            | km   | Vincitore di tappa | Leader cl. generale |
| ------ | -------- | --------------------------------------------------- | ---- | ------------------ | ------------------- |
| 1ª     | 10 marzo | Ostia > Fiuggi                                      | 189  | Erik Zabel         | Erik Zabel          |
| 2ª     | 11 marzo | Fiuggi > Isola del Liri                             | 179  | Maurizio Fondriest | Jesper Skibby       |
| 3ª     | 12 marzo | Ferentino > Avezzano                                | 184  | Giovanni Fidanza   | Jesper Skibby       |
| 4ª     | 13 marzo | Avezzano > Castel di Lama                           | 225  | Maurizio Fondriest | Maurizio Fondriest  |
| 5ª     | 14 marzo | Grottammare > Porto Sant'Elpidio                    | 163  | Endrio Leoni       | Maurizio Fondriest  |
| 6ª     | 15 marzo | Recanati > Porto Recanati                           | 170  | Uwe Raab           | Maurizio Fondriest  |
| 7ª     | 16 marzo | Monte San Pietrangeli > Porto Sant'Elpidio          | 160  | Rolf Sørensen      | Maurizio Fondriest  |
| 8ª     | 17 marzo | San Benedetto del Tronto > San Benedetto del Tronto | 161  | Massimo Strazzer   | Maurizio Fondriest  |
| Totale | Totale   | Totale                                              | 1431 |                    |                     |

## Dettagli delle tappe

### 1ª tappa
- 10 marzo: Ostia > Fiuggi – 189 km

Risultati
| Pos. | Corridore     | Squadra               | Tempo    |
| ---- | ------------- | --------------------- | -------- |
| 1    | Erik Zabel    | Telekom-Merckx        | 5h32'37" |
| 2    | Jesper Skibby | TVM-Bison             | a 2"     |
| 3    | Andrei Tchmil | GB-MG Boys Maglificio | s.t.     |

| Pos. | Corridore  | Squadra        | Tempo |
| ---- | ---------- | -------------- | ----- |
| 1    | Erik Zabel | Telekom-Merckx |       |

### 2ª tappa
- 11 marzo: Fiuggi > Isola del Liri – 179 km

Risultati
| Pos. | Corridore          | Squadra               | Tempo    |
| ---- | ------------------ | --------------------- | -------- |
| 1    | Maurizio Fondriest | Lampre-Polti          | 4h50'45" |
| 2    | Jesper Skibby      | TVM-Bison             |          |
| 3    | Andrei Tchmil      | GB-MG Boys Maglificio |          |

| Pos. | Corridore     | Squadra   | Tempo |
| ---- | ------------- | --------- | ----- |
| 1    | Jesper Skibby | TVM-Bison |       |

### 3ª tappa
- 12 marzo: Ferentino > Avezzano – 184 km

Risultati
| Pos. | Corridore         | Squadra                   | Tempo    |
| ---- | ----------------- | ------------------------- | -------- |
| 1    | Giovanni Fidanza  | Gatorade-Bianchi          | 5h14'05" |
| 2    | Eric Vanderaerden | WordPerfect-Colnago-Decca |          |
| 3    | Stefano Zanini    | Navigare-Blue Storm       |          |

| Pos. | Corridore     | Squadra   | Tempo |
| ---- | ------------- | --------- | ----- |
| 1    | Jesper Skibby | TVM-Bison |       |

### 4ª tappa
- 13 marzo: Avezzano > Castel di Lama – 225 km

Risultati
| Pos. | Corridore          | Squadra               | Tempo    |
| ---- | ------------------ | --------------------- | -------- |
| 1    | Maurizio Fondriest | Lampre-Polti          | 5h37'20" |
| 2    | Jesper Skibby      | TVM-Bison             |          |
| 3    | Andrei Tchmil      | GB-MG Boys Maglificio |          |

| Pos. | Corridore          | Squadra      | Tempo |
| ---- | ------------------ | ------------ | ----- |
| 1    | Maurizio Fondriest | Lampre-Polti |       |

### 5ª tappa
- 14 marzo: Grottammare > Porto Sant'Elpidio – 163 km

Risultati
| Pos. | Corridore          | Squadra                   | Tempo    |
| ---- | ------------------ | ------------------------- | -------- |
| 1    | Endrio Leoni       | Jolly Componibili-Club 88 | 4h16'12" |
| 2    | Eric Vanderaerden  | WordPerfect-Colnago-Decca |          |
| 3    | Fabiano Fontanelli | Navigare-Blue Storm       |          |

| Pos. | Corridore          | Squadra      | Tempo |
| ---- | ------------------ | ------------ | ----- |
| 1    | Maurizio Fondriest | Lampre-Polti |       |

### 6ª tappa
- 15 marzo: Recanati > Porto Recanati – 170 km

Risultati
| Pos. | Corridore      | Squadra               | Tempo    |
| ---- | -------------- | --------------------- | -------- |
| 1    | Uwe Raab       | Telekom-Merckx        | 4h08'28" |
| 2    | Fabio Baldato  | GB-MG Boys Maglificio |          |
| 3    | Stefano Zanini | Navigare-Blue Storm   |          |

| Pos. | Corridore          | Squadra      | Tempo |
| ---- | ------------------ | ------------ | ----- |
| 1    | Maurizio Fondriest | Lampre-Polti |       |

### 7ª tappa
- 16 marzo: Monte San Pietrangeli > Porto Sant'Elpidio – 160 km

Risultati
| Pos. | Corridore          | Squadra               | Tempo    |
| ---- | ------------------ | --------------------- | -------- |
| 1    | Rolf Sørensen      | Carrera Jeans-Tassoni | 4h19'47" |
| 2    | Fabio Baldato      | GB-MG Boys Maglificio |          |
| 3    | Maurizio Fondriest | Lampre-Polti          |          |

| Pos. | Corridore          | Squadra      | Tempo |
| ---- | ------------------ | ------------ | ----- |
| 1    | Maurizio Fondriest | Lampre-Polti |       |

### 8ª tappa
- 17 marzo: San Benedetto del Tronto > San Benedetto del Tronto – 161 km

Risultati
| Pos. | Corridore         | Squadra                   | Tempo    |
| ---- | ----------------- | ------------------------- | -------- |
| 1    | Massimo Strazzer  | Jolly Componibili-Club 88 | 4h29'22" |
| 2    | Eric Vanderaerden | WordPerfect-Colnago-Decca |          |
| 3    | Uwe Raab          | Telekom-Merckx            |          |

| Pos. | Corridore           | Squadra               | Tempo     |
| ---- | ------------------- | --------------------- | --------- |
| 1    | Maurizio Fondriest  | Lampre-Polti          | 38h29'36" |
| 2    | Andrei Tchmil       | GB-MG Boys Maglificio | a 9"      |
| 3    | Stefano Della Santa | Eldor-Viner           | a 10"     |

## Classifiche finali

### Classifica generale - Maglia azzurra
| Pos. | Corridore           | Squadra               | Tempo     |
| ---- | ------------------- | --------------------- | --------- |
| 1    | Maurizio Fondriest  | Lampre-Polti          | 38h29'36" |
| 2    | Andrei Tchmil       | GB-MG Boys Maglificio | a 9"      |
| 3    | Stefano Della Santa | Eldor-Viner           | a 10"     |
| 4    | Andrea Chiurato     | Gatorade-Bianchi      | a 11"     |
| 5    | Davide Rebellin     | GB-MG Boys Maglificio | a 12"     |
| 6    | Alberto Elli        | Ariostea              | a 15"     |
| 7    | Erik Zabel          | Telekom-Merckx        | a 16"     |
| 8    | Alberto Volpi       | Mecair-Ballan         | a 17"     |
| 9    | Udo Bölts           | Telekom-Merckx        | s.t.      |
| 10   | Aleksandr Šefer     | Navigare-Blue Storm   | s.t.      |